# Callicrania denticulata
Callicrania denticulata är en insektsart som beskrevs av Barat 2007. Callicrania denticulata ingår i släktet Callicrania och familjen vårtbitare. Inga underarter finns listade i Catalogue of Life.